# 蘭貝斯區
蘭貝斯區（英語：London Borough of Lambeth，讀音：/ˈlʌndən bʌɹə ɒv ˈlæmbəθ/ⓘ）是英國英格蘭大倫敦內倫敦的自治市，人口272,000，面積26.82平方公里。

## 旅遊
- 英國著名景點倫敦眼座落於蘭貝斯。
- 皇家國家劇院（Royal National Theatre）
- 南岸中心（Southbank Centre）
- 舊維克劇場（The Old Vic）
- 电影博物馆 (伦敦)

## 外部連結
- （英文） 蘭貝斯區政府網 （页面存档备份，存于）

51°25′N 0°08′W / 51.417°N 0.133°W